# Копил Віктор Анатолійович
Віктор Анатолійович Копил (нар. 10 липня 1960, с. Овадне, Володимир-Волинський район, Волинська область — пом. 8 серпня 2014, м. Володимир-Волинський, Волинська область) — радянський і український футболіст, захисник.
Грав у командах «Торпедо» (Луцьк), «Кривбас» (Кривий Ріг), «Карпати» (Львів), «Ністру» (Кишинів), СКА «Карпати» (Львів), Колос (Нікополь), «Суднобудівник» (Миколаїв), «Кремінь» (Кременчук), «Каучук» (Стерлітамак), «Артанія» (Очаків).